# Глін Філпот
Глін Валлен Філпот (англ. Glyn Warren Philpot; 5 жовтня 1884 — 16 грудня 1937) — британський художник та скульптор. Добре знаний портретами таких тогочасних діячів як Зігфрід Сассун, Володимир Розінг.

## Життепис

### Дитинство та навчання
Філпот народився  5 жовтня 1884 року в Лондоні, але невдовзі сім'я переїхала в Херн в Кенті. Він був четвертою дитиною Джона Філпота і Джессі Карпентер Філпот. Коли Гліну було сім років, померла його мама. З п'ятнадцяти років хлопець навчався в школі мистецтв Ламберта. Також навчався в Руані, в Парижі (де був учнем Жана-Поля Лорана).

### Головні досягнення
В 1904 році його картини виставляли в Королівській Академії. В цьому ж році Філпот мав свою першу виставку. Потім, майже без зусиль, заробляв на життя малюючи портрети. У 1909 році він був обраний членом Королівського інституту живописців, а в 1925 році став почесним її членом. У 1911 році Глін Філпот зустрівся з художниками Шарлем Рікеттсом і Чарльзом Шенноном. Саме вони познайомили портретиста з Робертом Россом, який згодом допомагав Гліну в отриманні замовлень. Філпот був членом Міжнародного товариства з 1913 року.
У 1915 році він був обраний членом Королівської Академії.

### Перша світова війна
В період Першої світової війни, Глін служив у британській піхоті, але через поранення в 1917 році мусив закінчити службу. В цей же період художник познайомився з Вівіаном Форбсом, з яким в майбутньому стане його партнером, який чіпко триматиметься за нього до самої смерті Філпота.

### Подорожі
Протягом 20-х років Філпот багато подорожував, працюючи в США, Європі та Північній Африці. Він займався релігійним та історичним живописом (ще в юності перейшов у католицизм). В 1923 році він став королівським академіком, а також показав себе на Венеційській бієнале в 1930 році.

### Хвороба та смерть
Протягом 30-х років Філпот страждав від високого кров'яного тиску та труднощів з диханням. 16 грудня 1937 року у Лондоні Глін Філпот помер від крововиливу в мозок. Поховали його 22 грудня 1937 року в церкві Святого Петра, Петершем, у західному Лондоні. На наступний день після похорон, Вівіан Форбс наклав на себе руки.

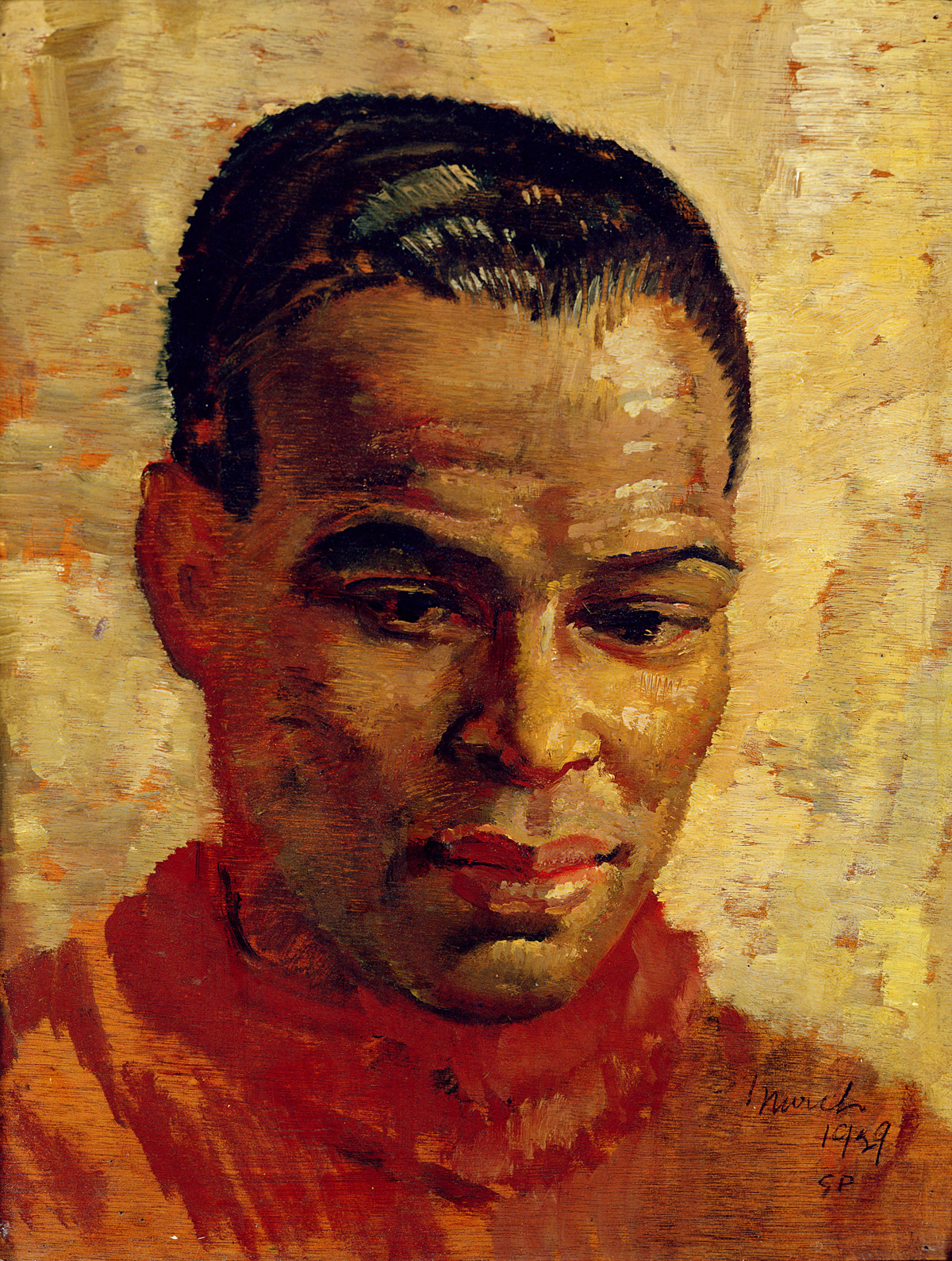
Portrait of a Man, 1929

## Творчість

### Творче життя
В ранніх картинах Філпота можна побачити вплив релігії на його мистецтво. Картина «Мармуровий робітник» (1911) принесла йому золоту медаль на щорічній міжнародній виставці Інституту Карнегі в Пітсбурзі в 1913 році.
Розквітом творчого життя митця вважають 20-ті роки. Саме тоді набули великої популярності створені ним портрети. Він писав портрети Освальда Мослі, Стенлі Болдвіна, Френка Мейєра, Освальда Бірлі, Френка Кумбса, Андре Еглевского. У 1923–1924 роках він намалював короля Єгипту Ахмеда Фуада I. У 1927 році він написав величезну фреску «Річард I виїжджає з Англії в хрестовий похід» для холу Св. Стефана у Вестмінстері.
В 30-х роках митець занурився в авангардизм. Він спростив свою палітру фарб та композицію. Через ці зміни, його популярність ставала меншою. Критики критикували його роботи. Замовлень портретів стало менше. Його «Великий Пан» був сенсаційно відкинуто Королівською Академією в 1933 році. Але в останні роки його життя, слава пачала вертатись. За п'ять років до смерті, Глін Філпот провів чотири персональні виставки, порівняно з двома за минулих двадцять два роки.

### Галерея
https://en.wikipedia.org/wiki/List_of_works_by_Glyn_Philpot

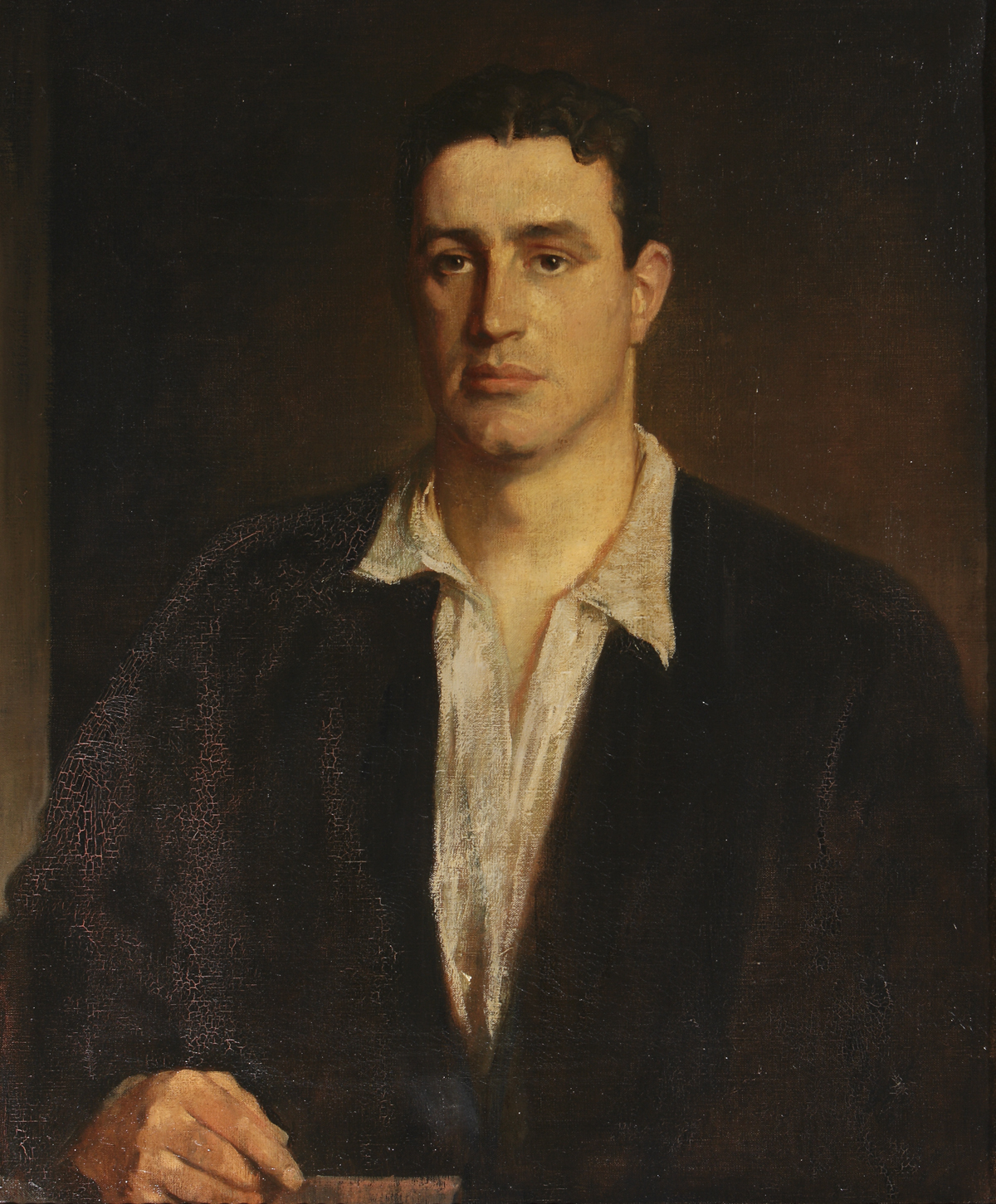
Sir Edward Charles Benthall (1893—1961), KCSI, as a Young Man, 1925
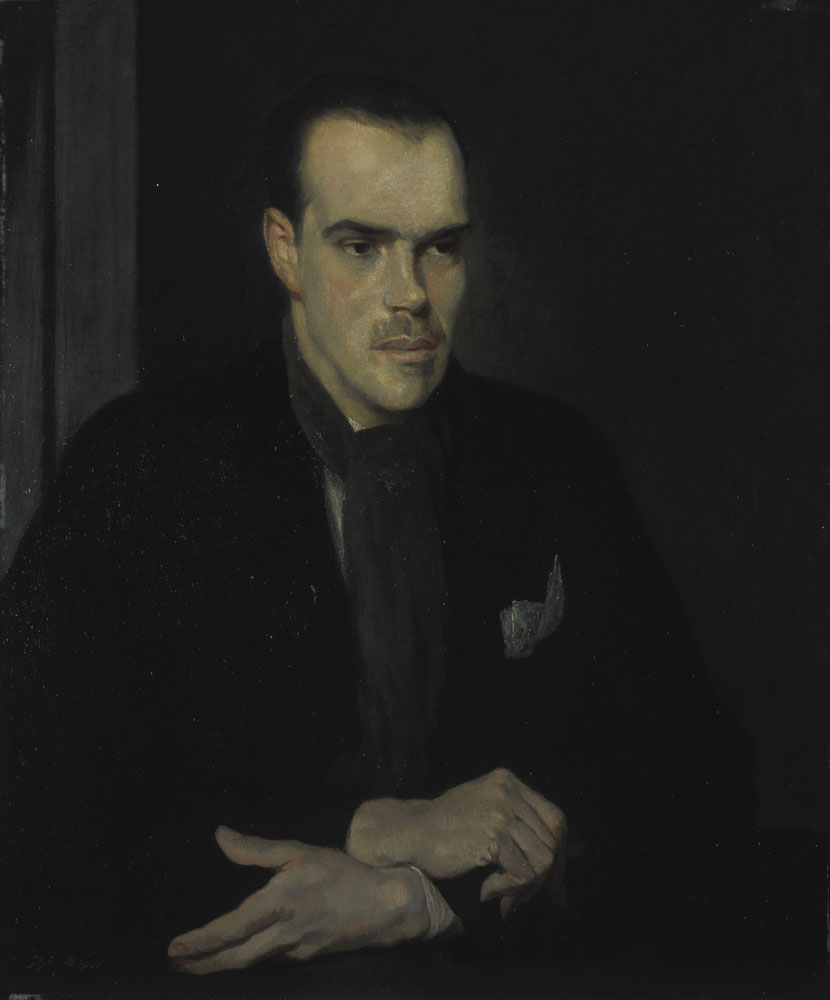
Euan Hillhouse Methven Cox